# Твердовський Олег Федорович
Олег Федорович Твердовський (рос. Олег Федорович Твердовский; 18 травня 1976, м. Донецьк, СРСР) — російський хокеїст, захисник. Заслужений майстер спорту Росії (2002). 
За походження українець. Вихованець хокейної школи СДЮШОР «Крила Рад» (Москва). Виступав за «Крила Рад» (Москва), «Брендон-Віт Кінгс» (ЗХЛ), «Анагайм Дакс», «Вінніпег Джетс», «Фінікс Койотс», «Гамільтон Бульдогс» (АХЛ), «Нью-Джерсі Девілс», «Авангард» (Омськ), «Кароліна Гаррікейнс», «Лос-Анджелес Кінгс», «Манчестер Монаркс» (АХЛ), «Салават Юлаєв» (Уфа), «Торос» (Нефтекамськ) і «Металург» (Магнітогорськ).
В чемпіонатах НХЛ — 713 матчів (77+240), у турнірах Кубка Стенлі — 45 матчів (0+14).
У складі національної збірної Росії учасник зимових Олімпійських ігор 2002 (6 матчів, 1+1), учасник чемпіонатів світу 1996, 2001, 2004 і 2009 (25 матчів, 4+6), учасник Кубка світу 2004 (7 матчів, 1+0). У складі молодіжної збірної Росії учасник чемпіонату світу 1994. У складі юніорської збірної Росії учасник чемпіонатів Європи 1993 і 1994. 
Досягнення
- Бронзовий призер зимових Олімпійських ігор (2002)
- Чемпіон світу (2009)
- Володар Кубка Стенлі (2003, 2006)
- Чемпіон Росії (2004, 2008)
- Володар Кубка Гагаріна (2011)
- Учасник матчу всіх зірок НХЛ (1997)
- Бронзовий призер молодіжного чемпіонату світу (1994)
- Срібний призер юніорського чемпіонату Європи (1993, 1994).